# Peter Krausen
Peter Krausen (* 19. April 1985 in Giesenkirchen) ist ein ehemaliger deutscher Basketballspieler. Der 2,07 Meter große Innenspieler bestritt für Bayer Leverkusen einen Einsatz in der Basketball-Bundesliga und war Junioren-Nationalspieler.

## Laufbahn
Krausen spielte im Nachwuchsbereich bei der DJK Odenkirchen sowie der Turnerschaft Neuwerk und stieß dann zur Jugend von Bayer Leverkusen. Im Dezember 2002 gab er im Duell mit Braunschweig seinen Einstand in der Basketball-Bundesliga. Es sollte sein einziges Spiel in der höchsten deutschen Klasse bleiben. 2003 gewann Krausen mit Bayer Leverkusen (unter Trainer Achim Kuczmann) die Deutsche A-Jugendmeisterschaft.
2004 wechselte Krausen zu den NVV Lions Mönchengladbach in die 2. Basketball-Bundesliga und war dort auf der Spielposition unter dem Korb bis 2007 Leistungsträger. Im Anschluss an seine erste Saison in Mönchengladbach (2004/05) wurde er vom Internetdienst eurobasket.com zum besten Neuling der 2. Bundesliga gekürt. Parallel zu seiner Basketball-Karriere absolvierte Krausen eine Lehre zum Bankkaufmann. Das Spieljahr 2007/08 bestritt er mit der BSG Grevenbroich in der ersten Regionalliga, ehe er 2008 nach Mönchengladbach zurückkehrte, wo er bis 2011 auf Korbjagd ging.

### Nationalmannschaft
Krausen spielte für die deutschen Nationalmannschaften im Altersbereich U16, U18 und U20. 2002 nahm er an der U18-Europameisterschaft im eigenen Land teil und erzielte in sieben Turnierspielen im Schnitt 4,7 Punkte sowie 4,9 Rebounds je Begegnung.